# ديرك هايدمان
ديرك هايدمان (بالألمانية: Dirk Heidemann)‏ (و. 1961  م) هو مصمم رقص، وعارض ألماني، ولد في برلين.